# Hrib - Loški Potok
Hrib - Loški Potok je naselje in središče Občine Loški Potok. 

## Ime
Ob preimenovanju naselja leta 1953, je naselje dobilo slovnično neustrezno desno določilo Loški Potok. Loški potok je ime suhe doline, ki je ime prevzela od potoka Loški potok. Ker je pokrajina nenaselbinsko ime, se neprve besede, ki niso že same po sebi lastno ime, pišejo z malo začetnico. Nestični vezaj pa pomeni "in", kot na primer v dvojnem imenu kraja Šmarje - Sap. Ustrezno poimenovanje kraja je torej Hrib v Loškem potoku. Napačno ime kraja lahko v ustrezno ime popravi občina.

## Cerkev
Župnijska cerkev v naselju je posvečena svetemu Leonardu in spada pod ljubljansko rimskokatoliško nadškofijo. Zgrajena je bila leta 1670 na mestu stavbe iz 14. stoletja. Ima osmerokotni tloris in velik zvonik. Druga cerkev v naselju je posvečena sveti Barbari in je iz 17. stoletja.